# This Is This
『ディス・イズ・ディス』（This Is This!）は、アメリカ合衆国のエレクトリック・ジャズ・バンド、ウェザー・リポートの14枚目(最後)のスタジオ・アルバム。1986年に発売された。
バンドは、このひとつ前のアルバムである『スポーティン・ライフ』の発売によって、コロムビア・レコードとの契約を満了したと考えていたのだが、実はそうではなかった。そこでもう1枚、レコードを制作する必要が生まれ、本作がつくられたという経緯がある。

## 収録曲
| #  | タイトル                                                                 | 作詞 | 作曲       | 時間 |
| -- | ------------------------------------------------------------------------ | ---- | ---------- | ---- |
| 1. | 「ディス・イズ・ディス - "This is This"」                                |      | ザヴィヌル | 7:06 |
| 2. | 「フェイス・ザ・ファイアー - "Face the Fire"」                           |      | ザヴィヌル | 2:34 |
| 3. | 「アイル・ネヴァー・フォーゲット・ユー - "I'll Never Forget You"」       |      | ザヴィヌル | 7:51 |
| 4. | 「ジャングル・スタッフ パート1 - "Jungle Stuff, Part 1"」                |      | シネル     | 4:43 |
| 5. | 「マン・ウィズ・ザ・コパー・フィンガー - "Man with the Copper Fingers"」 |      | ザヴィヌル | 6:12 |
| 6. | 「コンセクエントリー - "Consequently"」                                  |      | ベイリー   | 4:56 |
| 7. | 「アップデイト - "Update"」                                              |      | ザヴィヌル | 6:08 |
| 8. | 「チャイナ・ブルース - "China Blues"」                                   |      | ザヴィヌル | 6:11 |

## パーソネル
- ジョー・ザヴィヌル (Joe Zawinul) - キーボード
- ウェイン・ショーター (Wayne Shorter) - サクソフォーン
- ヴィクター・ベイリー (Victor Bailey) - ベース
- ミノ・シネル (Mino Cinelu) - パーカッション、ボーカル
- ピーター・アースキン (Peter Erskine) - ドラム
- オマー・ハキム (Omar Hakim) - ドラム (「コンセクエントリー」)

### ゲスト・ミュージシャン
- カルロス・サンタナ (Carlos Santana)  - ギター (「ディス・イズ・ディス」「マン・ウィズ・ザ・コパー・フィンガー」)
- マーヤ・バーンズ (Marva Barnes) - ボーカル
- コリーン・コイル (Colleen Coil) - ボーカル
- サイーダ・ギャレット (Siedah Garrett) - ボーカル
- ダリル・フィネシー (Darryl Phinnessee) - ボーカル